# Con amor a México
Con Amor A México es un álbum de boleros mexicanos grabado por la cantante italiana Filippa Giordano en 2009 como un homenaje a México lanzado bajo la licencia de Sony Music Latin. Incluye temas de reconocidos compositores de este país como Armando Manzanero, Alberto Domínguez, Agustín Lara, José Alfredo Jiménez y Roberto Cantoral entre otros.

## Lista de pistas
1. «Contigo Aprendí»
2. «Perfidia»
3. «Somos Novios»
4. «No Me Platiques Mas»
5. «Solamente Una Vez»
6. «No Volveré»
7. «Cien Años»
8. «La Puerta»
9. «Sabor A Mí»
10. «La Barca»
11. «Echame A Mí La Culpa»
12. «Amanecí En Tus Brazos»

## Posicionamiento
| País            | Certificación | Ventas  |
| --------------- | ------------- | ------- |
| México AMPROFON | Oro           | 30 000+ |